# Odontolytes capitosa
Odontolytes capitosa är en skalbaggsart som beskrevs av Edgar von Harold 1867. Odontolytes capitosa ingår i släktet Odontolytes och familjen Aphodiidae. Inga underarter finns listade i Catalogue of Life.